# مرغ درختزار نوارنخودی
مرغ درختزار نوارنخودی (نام علمی: Buettikoferella bivittata) نام یک گونه از تیره سسکان ملخی است.